# Bardenitzer Fließ
Das Bardenitzer Fließ ist ein rechter Zufluss des Friedrichgrabens in Brandenburg, der östlich der Stadt Treuenbrietzen verläuft.

## Verlauf
Das Fließ entspringt in den Wiesen am Übergang vom Glogau-Baruther Urstromtal zum höher gelegenen Fläming aus einer Quellnische, einer durch Grundwasser ausgespülten, unterirdischen Höhle. Diese liegt nordöstlich des Treuenbrietzener Ortsteils Klausdorf auf einer Wiesenfläche. Von dort unterquert das Fließ die Landstraße 812 und führt in den südlichen Teil der Gemarkung nach Bardenitz. Dort wird das Fließ seit 1725 in dem künstlich angelegten Pommerenkenteich aufgestaut. Das Wasser treibt dort seit dem 18. Jahrhundert die Hermannsmühle an. Das Fließ verläuft von dort in einem Bogen nach Bardenitz und unterquert dort die nach Westen verlaufene Treuenbrietzener Straße.
Nördlich des Ortskerns verläuft das Fließ weiter westlich der Siedlung in nördlicher Richtung durch die Bardenitzer Wiesen. Sie werden durch weitere, parallel zum Fließ verlaufende Kanäle in das Fließ entwässert. Nördlich der Wiesen entwässert durch das Naturschutzgebiet Zarth führende Wendewasser in das Fließ. Wenige Meter weiter nördlich führt die von Osten kommende Beke weiteres Wasser zu. In Niebelhorst quert das Fließ die Kreisstraße 6915 westlich des Dorfkerns und entwässert nördlich davon in den Friedrichgraben, der wiederum in die Nieplitz entwässert. Während der Flusslauf im südlichen Bereich stark mäandrierend verläuft, ist er in seinem Mittellauf bedingt durch die umliegende landwirtschaftliche Nutzung vollständig begradigt. 2009 wurden die 12 Stauanlagen im Fließ für rund 580.000 Euro saniert.

## Flora und Fauna, touristische Nutzung
Am Ufer des Bardenitzer Fließes gedeihen zahlreiche Erlen, die sich auch bei hoher Sonneneinstrahlung positiv auf die Temperaturen im Fließ auswirken. In dem vergleichsweise klaren Quellwasser gedeihen Lachsfische, Eintags-, Stein- und Köcherfliegen. Die Uferbereiche werden von der Prachtlibelle bevölkert. Insbesondere im südlichen Bereich gedeihen Hochstaudenflure. Der Landschafts-Förderverein Nuthe-Nieplitz-Niederung e. V. bietet entlang dieses Abschnittes Führungen an.